# Erste Fußballliga von Herceg-Bosna
Die Erste Fußballliga von Herceg-Bosna (kroatisch Prva nogometna liga Herceg-Bosne) war von 1993 bis 2000 die höchste Spielklasse im Vereinsfußball der Kroatischen Republik Herceg-Bosna.

## Geschichte
Die Erste Fußballliga von Herceg-Bosna wurde 1993 während des Bosnienkriegs vom Fußballverband der Kroatischen Republik Herceg-Bosna (Nogometni savez Hrvatske Republike Herceg-Bosne, kurz NSHB) eingeführt.
Kriegsbedingt nahmen die Vereine dieser Liga lange nicht an internationalen Wettbewerben teil, da der Fußballverband von Bosnien und Herzegowina diese Liga erst ab der Saison 1997/1998 anerkannte.
Zwischen 1997 und 2000 spielten dann die bestplatzierten Teams der Ersten Fußballliga von Herceg-Bosna gegen die bestplatzierten Teams der Ersten Liga von Bosnien und Herzegowina (Prva Liga Bosne i Hercegovine) um die Startplätze der UEFA-Wettbewerbe.

## Meister
- 1993/94 Mladost-Dubint Široki Brijeg
- 1994/95 Mladost-Dubint Široki Brijeg
- 1995/96 Mladost Široki Brijeg
- 1996/97 NK Široki Brijeg
- 1997/98 NK Široki Brijeg
- 1998/99 NK Posušje
- 1999/2000 NK Posušje

## Pokalsieger
- 1994/95 HNK Ljubuški
- 1995/96 HNK Ljubuški
- 1996/97 NK Troglav Livno
- 1997/98 HNK Orašje
- 1998/99 NK Brotnjo Čitluk